# Václav Nebeský
Václav Nebeský (10. března 1889 Velvary – 7. dubna 1949 Praha) byl první český historik moderního umění, obchodník s obrazy v Paříži, knihovník Akademie umění, publicista, výtvarný kritik a profesor estetiky a dějin umění na VŠUP.

## Život
Václav Nebeský byl vnukem básníka a novináře Václava Bolemíra Nebeského. Absolvoval reálné gymnasium v Křemencově ul. v Praze a poté studoval na Filosofické fakultě Univerzity Karlovy a v letech 1909–10 na pařížské Sorbonně a 1911–13 na Ecole de Louvre. Jako historik umění a kritik přispíval do časopisů Kmen, Červen, od roku 1919 spolupracoval s týdeníkem Tribuna a v letech 1921–24 redigoval časopis Volné směry.
V polovině roku 1924 odjel do Paříže a posílal pravidelné poznámky, články a větší studie do různých tiskovin. Od prosince 1924 do jara 1929 u něj na adrese 11bis Rue Delambre bydlel v podnájmu – s nezbytným pianinem – Bohuslav Martinů. Až do roku 1936 provozoval Nebeský v Paříži obchod s uměním. Roku 1937 organizoval československou účast na Světové výstavě a vydal také velmi významné dílo L´art moderne tchécoslovaque.
Na podzim roku 1938 se definitivně vrátil domů a většinu času věnoval úsilí o propracování teoretického systému, který pak jako profesor výtvarné estetiky přednášel od roku 1945 na Vysoké škole uměleckoprůmyslové v Praze. Ovlivnil celou řadu mladých umělců, kteří v té době studovali v ateliéru sochařství prof. Josefa Wagnera a malířských ateliérech prof. Františka Tichého a Emila Filly.

## Dílo
Václav Nebeský se nezabýval přímo dějinami umění, ale výtvarnou kritikou, teorií umění a estetikou. Nesledoval vnější proměnu jevů, ale vnitřní kontinuitu formy. Dokázal jako jediný teoretik ve své době postihnout rozdíly mezi historií umění, estetikou a výtvarnou kritikou. V jeho pojetí se historická a estetická uměnověda zabývá fenomenologií umění a nikoli jeho výkladem.
Václav Nebeský významně zasáhl do hodnocení tvorby 20. století. Jako citlivý a přesný analytik dospěl k závěrům, které si udržely platnost i v následujících letech.
Měl blízko ke generaci Tvrdošíjných a kromě českých autorů (Jan Preisler, Josef Čapek, Bohumil Kubišta, J. V. Myslbek, Otakar Kubín, Václav Špála, František Tichý, Josef Šíma) se podrobně zabýval moderním francouzským uměním (Paul Cézanne, Vincent van Gogh, Georges Seurat, André Derain, Pablo Picasso).

### Články (výběr)
- Smysl modernosti (úvaha metodologická), Kmen I, 1917–18, č. 18–27
- Pojem historické a estetické vědy o umění, Kmen II, 1918
- Duch a forma moderního umění, K otázce obsahu a formy uměleckého díla, Červen I, 1918
- Sloh nové doby, Tribuna I, 1919, č. 198
- Základy moderního sochařství, Volné směry XXII, 1923–24, s. 37–54
- Třicet let po smrti Cézannově, Život XV, 1936–37, s. 16–23
- Umění jako projev ducha, Život XVIII, 1942–43, s. 134–138
- Prostor ve výtvarném umění, Volné směry XXXVIII, 1942–44
- České moderní sochařství od Gutfreunda k Wagnerovi, kat. výstavy, Galerie J. Vilímek, 1946, Praha
- Realismus a abstrakce v dnešním umění, Blok III, 1948–49, s. 38–39 (přednáška na 1. mezinárodním kongresu výtvarných kritiků v Paříži)

### Publikace
- Nebeský Václav, Svéráz a zákonitost aesthetického vědomí, rigorózní práce, Praha 1916
- Nebeský Václav, Umění po impresionismu, Praha 1923
- Nebeský Václav, Rudolf Kremlička, kresby, Praha 1923
- Nebeský Václav, L'art moderne tchécoslovaque (1905–1933), Libraire Félix Alcan, Paris 1937
- Nebeský Václav, Paul Cézanne, Melantrich, Praha 1939
- Nebeský Václav, Vincent van Gogh, Orbis, Praha 1941
- Nebeský Václav, Smysl modernosti, ed. Karel Srp, soubor statí do roku 1949, VŠUP, Praha 2002, ISBN 80-901982-6-0